# جوزپه روجیرو
جوزپه روجیرو (انگلیسی: Giuseppe Ruggiero؛ زادهٔ ۲۸ اکتبر ۱۹۹۳) بازیکن فوتبال اهل ایتالیا است.
از باشگاه‌هایی که در آن بازی کرده‌است می‌توان به باشگاه فوتبال آسکولی، باشگاه فوتبال گوریتسا، باشگاه فوتبال یوونتوس، و باشگاه فوتبال پرو ورچلی اشاره کرد.
وی همچنین در تیم ملی فوتبال زیر ۱۹ سال ایتالیا بازی کرده‌است.